# 저천부
저천부는 명대(明代) 건주여진(建州女眞) 부락 중 하나이다. 만주어로는 저천 이 아이만(만주어: ᠵᡝᠴᡝᠨ ᠊ᡳ
ᠠᡳ᠌ᠮᠠᠨ jecen -i aiman)이라고 한다. 한자로는 철진부(哲陳部) 혹은 절진부(折陳部)로 음차되어 표기되었다.

## 개요
저천부는 찰극단하(扎克丹河)와 사하(社河) 유역 및 와혼목(洼渾沐) 부근 혼하(渾河) 유역 상류, 소자하(蘇子河) 하류 및 소자하와 혼하 합류 부근에 있었다. 현재 중국 요녕성(遼寧省) 신빈만족자치현(新賓滿族自治縣) 남잡목(南雜木), 무순현(撫順縣) 영반(營盤) 동부, 청원만족자치현(淸原滿族自治縣) 서남부에 해당한다. 북으로는 하다부(哈達部), 동으로는 호이파부(輝發部), 서로는 후너허부(渾河部), 동남으로는 숙수후부(蘇克蘇滸部)(혹은 숙수후하부蘇克蘇護河部, 蘇克素護河部)와 인접하였으며, 서남으로는 소자하 하류 지구 및 오령(五嶺) 일대이다. 주로 농업에 종사하거나 채집, 수렵, 축산에 종사하였다. 토모호산성(托漠河山城, 혹은 托木河山城), 동성(洞城), 태란강(太蘭崗) 등이 있다. 여러 성의 지세가 요충지에 해당하는데, 모두 여진인이 집단 거주한 지점들이었다. 명 만력(萬曆) 11년(1583), 이성량(李成梁)이 숙수후부의 구러성(gure i hoton, 古勒城)을 공격하자, 성주 아타이(阿台)와 기오창가(覺昌安)-탁시(塔克世) 부자가 피살되었다. 만력 15년(1587) 6월, 탁시의 아들 누르하치(努爾哈赤)가 저천부 산채를 공격하여 채주 알타이(阿爾太)를 죽였다. 8월, 누르하치는 어이두(Eidu, 額亦都)를 파견하여 바르다성(巴爾達城)을 함락시켰다. 이에 따라 누르하치는 병사를 이끌고 동성(洞城)을 공격하였고, 성주 자하이(扎海)가 투항하였다. 저천부는 완전히 누르하치가 합병하였다. 누르하치는 자이피얀성(界藩城)과 사르후성(薩爾滸城)으로 천도하였고, 만력 21년(1593) 여허(Yehe, 葉赫) 구부(九部) 연합군과 누르하치가 구러성에서 전투를 벌였다. 만력 47년(1619), 누르하치와 명 사이에 사르후 전투(薩爾滸之戰)가 터졌다.